# Boston Properties, Inc.
Boston Properties, Inc. (NYSE: BXP) es un fideicomiso de inversiones inmobiliarias autogestionadas con sede en Boston, Massachusetts. Su objetivo principal es "Clase A" espacio de oficinas que se adquiere, desarrolla y gestiona en los principales mercados de Boston, Nueva York, Washington D. C., y San Francisco. La compañía ha adquirido muchas propiedad de un costo altísimo en estos lugares, incluido el General Motors Building en Nueva York por $2,800 millones de dólares, lo más alto pagado por un edificio estadounidense. También es dueña de dos propiedades de hotel.
Fue fundada en 1970 por Mortimer Zuckerman y Edward H. Linde.